# Bains-douches d'Abbeville
Les bains-douches d'Abbeville sont un monument historique d'Abbeville dans le département de la Somme.

## Historique
Construits en 1909–1910 par la Caisse d'épargne, les bains douches ont été vendus par la mairie en 2005, et ont été loués à un salon de coiffure entre 2012 et 2014.
Les bains-douches sont inscrits aux Monuments historiques en totalité depuis le 23 juillet 2003, ainsi que les façades et toitures de la maison de gardien attenante.

## Caractéristiques
D'après une plaque posée sur la façade les architectes furent Greux et Marchand, les sculptures sont de Louis Leclabart (1876-1929), auteur du monument aux morts d’Abbeville et de celui du stade Delique dans cette même ville. La construction des bains-douches  est à replacer dans le contexte de l'essor des idées hygiénistes nées dans la seconde moitié du IXe siècle et qui pronait la diffusion de l'hygiène corporelle comme moyen d'améliorer la santé publique . La Caisse d’Épargne d'Abbeville œuvra ainsi dans le domaine social en construisant, à l'emplacement de l'ancien quartier de cavalerie Saint Joseph, cet établissement moderne qui resta en activité jusque dans la seconde moitié du XXe siècle. La façade est ornée d'un fronton orné de  mascarons et de sculptures végétales œuvre de l'amiénois Leclabart. A l'intérieur, les vitraux sont de style Art nouveau.